# روي بوث
روي بوث (1 أكتوبر 1926 في المملكة المتحدة - 24 سبتمبر 2018) (بالإنجليزية: Roy Booth)‏ هو لاعب كريكت بريطاني.